# Takeshi Shudō
Takeshi Shudō (首藤 剛志?, Shudō Takeshi; Fukuoka, 18 agosto 1949 – Nara, 29 ottobre 2010) è stato uno sceneggiatore giapponese.
È il creatore dell'anime Pokémon, basato sull'omonima serie videoludica, uscita su Game Boy, prima e su altre console Nintendo successivamente. Shudo è l'ideatore delle regioni di Kanto e Johto, nonché dell'arcipelago delle Isole Orange.
Lo sceneggiatore giapponese ha scritto inoltre la trama dei primi tre film della celeberrima saga: Pokémon il film - Mewtwo colpisce ancora, Pokémon 2 - La forza di uno e Pokémon 3 - L'incantesimo degli Unown Seppure non come scrittore capo, Shudo proseguì la sua carriera di autore, facendo attivamente parte di progetti successivi legati allo scripting dell'anime dei Pokémon.
Shudō studiò all'Università di Tokyo ed iniziò la sua attività lavorativa presso numerose aziende, tra cui Studio Ghibli. Gli è stata attribuita la creazione della cosiddetta "intelligenza inusuale" della scrittura in Gotriniton e di Il magico mondo di Gigì.
Scrisse per alcuni anni in quell'ambito lavorativo, fino a che non accettò un incarico sotto la The Pokémon Company di Nintendo, ottenendo il ruolo di scrittore capo poco tempo dopo.
Il 28 ottobre 2010 Shudō è stato vittima di una emorragia subaracnoidea nell'area fumatori della Kansai Main Line (linea ferroviaria che collega la Stazione di Nagoya con la JR Namba Station di Osaka). Intorno alle ore 06:00 del mattino viene trasportato all'ospedale di Nara per un intervento chirurgico d'urgenza. Muore il mattino del 29 ottobre 2010 all'età di 61 anni.

## Lavori
- Gotriniton
- Il magico mondo di Gigì
- Pokémon (1997-2002)
- Space Warrior Baldios
- Mobile Battleship Nadesico
- Legend of the Galactic Heroes
- Diventeremo famose
- Jūsō Kikō Dancouga Nova
- Muteking
- Golden Warrior Gold Lightan